# Pessano con Bornago
Pessano con Bornago (Pessan con Bornagh in dialetto milanese, AFI: [peˈsãː kũ burˈnɑːk]) è un comune italiano di 9 029 abitanti della città metropolitana di Milano in Lombardia.
Il comune ha un'area di 6,66 chilometri quadrati e fa parte del territorio della Martesana.

## Origini del nome
Il nome "Pessano" è con ogni probabilità di origine gallo-romana, forse da un proprietario dei terreni di nome Pettius o Pettianus. La desinenza latina -anum denota una proprietà fondiaria, ed è tipica di paesi di origine romana.
Più antico sembra essere invece il toponimo "Bornago", che può invece derivare da un capovillaggio insubre di nome Bornos (="il furioso"), con l'aggiunta della desinenza tipicamente celtica -akon, indicante un luogo abitato o più probabilmente dalla radice celtica bor- ovvero "sorgente" in riferimento ai fontanili.
Il torrente che scorre nel paese, chiamato Molgora, deriva dal celtico murg che significa "fiume di confine". La località Valera, che comprende una cascina, è situata ad ovest del torrente tra i comuni di Pessano con Bornago e Carugate, pare che il suo nome derivi dal latino vallis ed è probabile che indicasse l'edificazione del piccolo villaggio in una zona pianeggiante oltre il Molgora.
La Cascina Canepa prende forse il nome dalla canapa, che veniva coltivata e lavorata in paese assieme al lino già in età romana ma soprattutto a partire dall'età medievale, quando la cascina probabilmente venne edificata e a fianco della quale è ragionevole pensare che sorgessero davvero coltivazioni di canapa. Alternativamente la Cascina Canepa prende semplicemente il nome da una famiglia che vi risiedeva.
La Cascina Castiona è certo che derivi il suo nome dalla famiglia Castiglioni che ne era proprietaria, ma la Cascina Bragosa deve molto probabilmente il suo nome a brag che in celtico significa "fango", perché costruita su terreni fangosi oppure dove precedentemente sorgeva una palude. La Cascina Bosco prende evidentemente il suo nome dalla vicinanza con i boschi che si estendevano in tutta l'Insubria.

## Geografia fisica
Pessano con Bornago è situato nella Pianura Padana, precisamente nell'alta pianura lombarda, nella Martesana al confine con la Brianza, che comprende invece la limitrofa Caponago. Si trova 18 km a nord-est rispetto al centro di Milano. La sua altitudine varia da 142 a 156 m s.l.m. e il centro si trova a 148 m.
Il terreno, di tipo alluvionale e argilloso, si è formato in seguito al deposito di detriti da parte del fiume Adda, che oggi scorre 11 km ad est del paese e in seguito all'erosione delle Prealpi da parte dei ghiacciai del Quaternario che hanno trasportato le rocce triturate a valle.
Anticamente infatti, le ultime lingue dei ghiacciai alpini si estendevano anche sul territorio dove ora sorge Pessano con Bornago. Il paese si trova inoltre su una linea immaginaria ovest-est al di sotto della quale i fiumi terminano il loro carattere torrentizio e placano il loro corso, allargandosi.
Il duplice carattere del terreno che gli conferisce una grande capacità di assorbimento dell'acqua rende quest'area poco soggetta ad allagamenti ed inondazioni anche in seguito ad intense e prolungate piogge che a Pessano possono arrivare a 1.500 mm all'anno (con un range di 1.000-1.500 mm); ciò la rende più piovosa del capoluogo.
Tuttavia la linea idrogeologica più importante per la geografia del paese è la linea delle risorgive (o dei fontanili), che si estende dal Monferrato sin nella provincia di Trieste. Pessano con Bornago si trova circa 5 km al di sopra di questa linea che distingue terreni più fertili e adatti alle colture a sud e terreni più aridi e meno fertili a nord.
Tale fertilità è dovuta alla riemersione delle acque provenienti dai terreni morenici al di sopra dello strato argilloso e quindi al di sopra di quello ghiaioso. Ciò permette la coltivazione di alcune colture come il riso, una migliore crescita dell'erba (sino a cinque tagli all'anno) e la creazione delle marcite. D'inverno il fenomeno delle sorgive spesso impedisce alla neve di depositarsi e all'acqua stagnante di gelare, essendo la temperatura dell'acqua circa 10 °C, permettendo la crescita dell'erba e dunque maggiori possibilità di allevamento del bestiame per la produzione di latticini e di carne. Infatti, la zona del milanese a sud di questa linea che trapassa i comuni di Melzo, Pozzuolo Martesana e Cassano d'Adda è nota per la sua produzione casearia.
Il paese non è particolarmente soggetto alle nebbie (solo 20-25 giorni all'anno) che invece sono molto più comuni (sino al doppio della frequenza) a sud della linea dei fontanili. Tutto ciò rende il terreno di Pessano con Bornago e dei paesi limitrofi a nord della linea delle sorgive potenzialmente meno produttivi rispetto ai corrispettivi a sud. Il territorio di Pessano con Bornago è attraversato per circa 3,5 km dal torrente Molgora, che nasce a Giovenzana, presso Colle Brianza, e termina nella Muzza, presso Truccazzano dopo 38 km di corso.

## Storia

### Epoca celtica e romana
Il territorio intorno a Pessano con Bornago fu abitato dagli Insubri per almeno 500 anni prima della conquista romana della Gallia Cispadana e si collocava nella loro terra ricca di foreste, paludi e torrenti, l'Insubria. Gli Insubri erano un popolo di allevatori e cacciatori, si cibavano quasi esclusivamente di carne dato che i terreni disponibili erano pochi, poco produttivi essendo al di sopra della linea dei fontanili e loro stessi non erano un popolo particolarmente dedito all'agricoltura.
I pascoli per il bestiame erano creati disboscando parte delle foreste di querce, betulle ed ontani che ricoprivano gran parte del territorio, l'acqua era abbondante dato che dentro il territorio di Pessano con Bornago scorre il torrente Molgora. La cacciagione nelle foreste era abbondante e costituita da cervi, cinghiali e da svariati tipi di uccelli, tra cui il fagiano, non mancavano però volpi e lupi. Non era conosciuta la tecnica dell'irrigazione, né la bonifica dei terreni paludosi.
La vite fu importata solo dagli Etruschi che intrattenevano scambi commerciali con gli Insubri, i quali, come tutte le popolazioni celtiche stanziatesi in Italia, facevano gran consumo di vino a discapito dei parenti nordici che consumavano birra. Essi istruirono gli insubri alla coltivazione della vite sul rumpus, cioè maritata agli alberi lasciando i tralci lunghi, poiché la vite etrusca cresce bene solo se legata a sostegni, come ancora si coltiva da queste parti. Gli insubri, d'altronde, conoscevano già la vite selvatica ("labrusca", cioè la pianta che cresce ai margini dei campi), che in milanese corrente è "lambrusch", da cui poi derivò il nome del noto vino emiliano Lambrusco, prodotto però da vite etrusca.
Quando i romani vi giunsero, notando l'estensione della coltivazione della vita etrusca, chiamarono quella pianta arbustum gallicum, benché fosse stata importata dall'Etruria. Gli etruschi istruirono gli insubri anche sulla coltivazione a maggese del terreno. I villaggi degli insubri, abitati da poche famiglie e governati da un capofamiglia (da cui prendevano spesso il nome), erano distinziati più o meno allo stesso modo l'uno dall'altro ed erano costituiti da un nucleo centrale abitato circondato da pascoli ai cui margini si estendevano boschi. Nel 192 a.C. la Repubblica Romana, dopo aver allacciato scambi commerciali con l'Insubria, costituisce la provincia della Gallia Cispadana e inizia, come accadeva dopo ogni conquista, la suddivisione dei suoi terreni, compreso quello di Pessano con Bornago.
Ciascun terreno veniva suddiviso dai gromari romani a partire dal centro di un paese rispettando il cardo (che si estendeva in direzione nord-sud) e il decumano (ovest-est) in quadrati di 710 metri per lato (uno jugero), cioè 50 acri. Le strade che corrispondevano al cardo e al decumano di ciascun paese erano rispettivamente la strata glarea e la strata terranea. Pessano con Bornago conserva ancora oggi resti evidenti della centuriazione romana e di entrambe queste strade. La strata glarea non è altro che l'odierna via Provinciale che collega Pessano con Bornago a Caponago a nord e a Gorgonzola a sud, ed ancora più evidente la strata terranea di Pessano corrispondente alle attuali Via Monte Grappa e alla Strada Provinciale 216 che collegano il paese a Carugate ad ovest e a Gessate ad est. Una seconda strata terranea, oggi meno evidente, passava per il decumano di Bornago e collegava il paese a Bussero a ovest e a Gessate ad est; corrisponde all'asse via Guglielmo Marconi-via Martiri della Democrazia-via Kennedy.
Molti campi di Pessano con Bornago sono solcati da rogge parallele a stradine sterrate; ebbene quelle rogge e quelle stradine spesso sono proprio i confini di ciascuna centuriazione. Le successive cascine della campagna pessanese sorgeranno proprio accanto al limite di ciascuna di esse, senza nessuna eccezione. L'attuale strada per Cascina Canepa è uno dei lati dei quadrati sopra descritti, dopo duemila anni dalla centuriazione misura ancora circa 700 m. Alla fine di questa strada un secondo sentiero sterrato si diparte verso ovest ad angolo retto, fiancheggiato da una roggia. È interrotto da un campo dopo 640 m, ma basta coprire i restanti 70 m per ritrovarsi ai margini di un'altra roggia confluente nel canale Villoresi che scende verso sud e dopo circa 700 m incontra di nuovo la strata terranea di Pessano. Tuttavia esistono molti altri esempi di centuriazione perfettamente conservata nelle campagne del paese.
Quando successivamente si dovette costruire il canale Villoresi per migliorare l'irrigazione dei terreni, lo si dovette fare rispettando la centuriazione romana, dal momento che i romani avevano calcolato perfettamente la pendenza altimetrica del terreno, così le stesse rogge che si dipartono ad angolo retto possono essere utilizzate come marcatori fedeli della centuriazione. La centuriazione ebbe come conseguenza la diffusione dell'agricoltura in tutta la zona con il conseguente parziale disboscamento.
Venne introdotto l'aratro, il maggese, la potatura, nuovi tipi di colture, e l'agricoltura portò certamente con sé anche un aumento della popolazione, data la necessità di avere un numero braccia congrue a svolgere tutti questi compiti. I villaggi insubri si trasformarono così in comunità agricole romana, generalmente controllate da un gentile.

### Medioevo

#### Origini di Bornago e Pessano (IX-XI secolo)
Il documento più antico in cui si nomina indirettamente Bornago risale al gennaio 858 ed è costituito da un atto di compravendita di una vigna e di un bosco rogato a Gorgonzola in cui, tra i testimoni, compare un certo Andrea da Bornago. Tale documento, peraltro, attesta per la prima volta anche l'esistenza dei vicini loci di Cambiago e Groppello. La seconda menzione della località di Bornago la si trova nell'atto di vendita di un immobile a Cavenago di cui è testimone un certo Rotecario de Buronaco, risalente all'873. Il villaggio viene nuovamente nominato, questa volta direttamente, nell'aprile del 929, in un atto di vendita di una vigna presso Truliano rogato da un giudice regio a Gorgonzola in cui, tra i quattro testimoni, compaiono i fratelli Tadone ed Eremberto de Bornaco, figli di Benedetto nonché Diodato (Deosdedit) de vico Bornaco, figlio di Giovanni. All'inizio del X secolo, dunque, Bornago era un vicus del contado della Bazzana, comprendente le pievi di Gorgonzola, Pontirolo e Corneliano, abitato certamente da alcune famiglie di una certa estrazione sociale se alcuni dei loro membri erano chiamati ad apporre la propria firma in un atto di compravendita tra due grandi proprietari terrieri di origine longobarda del milanese e della bergamasca.
La prima testimonianza indiretta dell'esistenza di Pessano potrebbe essere un documento dell'876 in cui viene nominato un certo Bonone da Pariana, località che potrebbe corrispondere al luogo in cui secoli dopo sorgerà l'omonima cascina. In un secondo documento, questa volta del X secolo, si nomina l'esistenza di una piccola proprietà fondiaria nel territorio di Gessate appartenente alla chiesa di San Vitale, forse da identificarsi con l'antesignana dell'odierna chiesa dei Santi Vitale e Valeria, la parrocchiale del paese.
Il primo documento che menziona in modo inequivocabile Pessano risale tuttavia al marzo 1045 e fu redatto ad Augusta sotto Enrico III il Nero, re di Germania. Si tratta della conferma di alcune donazioni (tra cui una proprio in Pressiano) effettuata dal potente arcivescovo Ariberto da Intimiano in favore della basilica di San Dionigi di Milano, da lui fondata nel 1026. Il villaggio viene poi nuovamente menzionato in un lascito del dicembre 1060, rogato a Milano, da parte di Ambrogio da Pessano, figlio di Gregorio, proprietario terriero benestante con case e terreni persino a Roncaglia e Meleti. Pessano (Pessiano) compare poi in un atto di vendita di un complesso di immobili del novembre 1090 effettuato da Arderico da Milano, figlio di Marino, a Nazario, prete decumano della chiesa milanese e officiale della chiesa di San Giorgio al Palazzo. Nella prima metà dell'XI secolo l'imperatore Corrado il Salico nominò i da Pessano (Pessani), famiglia di probabile origine franca, quali feudatari di quello che diventerà l'omonimo paese. In un documento del novembre 1095 compare quale notaio nonché messo regio dell'imperatore Enrico III un certo Rogerio da Pessano, che aveva ottenuto tale dignità da Corrado II.
La cascina Canepa e la cascina Valera, le più grandi e importanti, si svilupparono durante buona parte del medioevo come nuclei urbani indipendenti da Pessano e Bornago per poi confluire nel feudo di Melzo e Gorgonzola sotto gli Sforza. La prima documentazione riguardante il contado della Martesana (Matriciana), di cui Pessano e Bornago facevano parte risale invece al X secolo. In quel tempo il contado comprendeva un vasto territorio che si estendeva da Garlate a Truccazzano, da Mariano Comense all'Adda. La necessità di proteggersi dalle scorrerie degli ungari portò all'edificazione di diversi castelli nel contado, di cui il più importante era quello di Castelmarte, nelle colline sopra Erba. Si tratta di un periodo caratterizzato da scarso sviluppo dell'agricoltura, flagellata da carestie, incendi e devastazioni e in cui sterpaglie, foreste e paludi occupavano ancora buona parte del territorio della Martesana. Le graminacee maggiormente disponibili risultavano quelle spontanee come il miglio, il sorgo e la saggina i cui semi venivano macinati, impastati e idratati per ottenere una pappa nota come "puls". Nel XVI secolo, con l'importazione in Europa del mais e la sua diffusione nella Martesana e in molte aree dell'Italia settentrionale, la puls divenne la polenta.

#### Epoca comunale
Nel 1162 il contado della Martesana, insieme al Seprio, alleato dell'imperatore Federico I Barbarossa, prese parte alla distruzione di Porta Nuova a Milano.
Pessano e Bornago ricompaiono all'onore delle cronache in due sentenze rispettivamente del 18 febbraio e del 5 giugno 1220. Nella prima Oldrado, console del comune di Milano, si occupa di alcuni beni posti a Casciago, nel varesotto e tra i sottoscrittori vi è Gotecino da Pessano (de Pesciano), figlio di Gotecino, forse il primo membro noto della famiglia dei da Pessano. La seconda, del magistrato Gualderico da Beolco, riguarda una causa tra un certo Ambrogio da Olgiate e Martino Scotti da Bornago, figlio di Guinizzone; nello stesso documento vengono menzionati anche Giacomo e Sacco Scotti, probabilmente parenti di Martino, nonché un Arderico da Pessano. Gli Scotti da Bornago continueranno ad essere una delle famiglie più importanti del villaggio per almeno altri due secoli. A partire dal XIII secolo si moltiplicano i personaggi provenienti da Pessano o Bornago citati nei documenti dell'epoca.
Nel 1263 Pessano e Bornago divennero feudo dei Torriani. Nel settembre dello stesso anno Filippo della Torre, signore del castello di Pessano, vi fece imprigionare in una gabbia di legno Simone da Locarno insieme al nipote Guidotto e al parente Remigio. Nell'aprile 1264 riuscirono ad evadere ma furono catturati: Remigio fu decapitato mentre gli altri due vi furono nuovamente rinchiusi per un certo periodo prima di essere trasferiti a Milano dove Guidotto morì. È una delle poche notizie giunte sino ai giorni nostri riguardanti il castello del piccolo villaggio trasformato nel 1760 in Villa Negroni.
Risale al luglio 1274 il primo documento contenente informazioni riguardanti la comunità e la proprietà fondiaria di Bornago. Si tratta della consegna delle terre dell'obbedienza del villaggio, appartenenti a Bonacorso Carimani, primicerio "delle Cento Ferule" di Milano nonché beneficiario della basilica di San Babila, allo stesso Comune di Milano che vi aveva inviato il messo Mirano (o Marino) da Lomagna. Si menziona la presenza a Bornago di rappresentanti della comunità, costituiti da alcuni anziani (probabilmente due) e da un'assemblea di vicini (vicinìa), formata dai capifamiglia locali. Vi si ritrovano anche i maggiori proprietari terrieri, appartenenti alle famiglie Serazzoni, Guinizzoni (forse discendenti del citato Guinizzone Scotti), Aquania, Albrigi, da Bornago (Bornaghi) e da Carugate (Carugati). Non di minore importanza è la prima menzione dell'esistenza della chiesa di San Cipriano e di alcuni campi chiusi con viti appartenenti alla basilica di San Simpliciano.
Nel 1280-1288 Goffredo da Bussero, noto cronista, nel Liber Notitiae Sanctorum Mediolani attestò la presenza di entrambe le chiese parrocchiali: loco Bornago, Ecclesia sanctorum Cornelii et Cipriani e loco Pexano, Ecclesia sanctorum Vitalis et Valeriae, entrambe appartenenti alla pieve di Gorgonzola. Due edifici che nel XVI secolo verranno descritti come piccoli, l'altare rivolto ad oriente, tetto a capanna, pavimento in cotto, in grado di ospitare un centinaio di persone e ciascuna circondata da un piccolo cimitero. Il primo titolare della chiesa di Pessano di cui si abbia notizia è l'anziano Alessandro da Groppello, autore di una lamentela e in seguito citato in una lettera dell'economo Giovanni Imperiali a Cicco Simonetta nel 1477. Nel 1518 il parroco fu Pietro da Arzago.

#### Signoria viscontea e sforzesca
Dal 1311 il feudo di Pessano passò ai Visconti, signori di Milano. Nel 1312 Matteo Visconti fece imprigionare Guido della Torre nel castello prendendo possesso del feudo di Pessano.
Nel 1373-1374 Bernabò Visconti, co-signore di Milano, donò in dote alla nipote Donnina Visconti, che aveva sposato il condottiero John Hawkwood, un feudo comprendente Pessano, Bornago, Valera e Carugate.
Nel 1404 Matteo da Perugia, Maestro della Cappella Musicale del Duomo di Milano, fuggì dalla città in seguito ad un'epidemia di peste e della carestia. Il musichus, come allora veniva chiamato, era un compositore laico con l'obbligo di insegnare musica in una scuola pubblica, accessibile a chiunque. Al suo posto, dopo che per un periodo la Cappella fu diretta da sacerdoti, fu nominato nel 1416 Ambrosino da Pessano, figlio di Giuseppe, che restò Maestro della Cappella sino all'8 maggio 1425. Dopo il ritorno di Matteo, Ambrosino restò in qualità di disinchantores e continuò a ricoprire la carica anche sotto il successivo maestro, Beltrando da Vignone, poi resse di nuovo la Cappella (non in qualità di Maestro) fino alla sua morte nel 1459.
Nel 1411 il feudo di Pessano passò ad Innocenzo Cotta che ne sarà signore fino al 1441 poi dal 1441 al 1475 ai Castellano.
Nel 1447 il duca Filippo Maria Visconti morì senza lasciare eredi, così si formò un governo repubblicano, l'Aurea Repubblica Ambrosiana. In questi anni un certo Antonio da Bornago fu membro del Consiglio dei Novecento, assemblea con potere legislativo formata da 150 cittadini per ciascun sestiere, divisi ulteriormente a seconda della parrocchia di appartenenza. Antonio apparteneva al Sestiere di Porta Orientale e faceva riferimento alla parrocchia di San Paolo in Compito.
Nel 1457 Francesco Sforza iniziò la costruzione del naviglio della Martesana che darà un contributo significativo all'irrigazione del territorio e al suo sviluppo economico con la fioritura di attività come la bachicoltura e la tessitura della seta.
Il 9 gennaio 1475 il duca Galeazzo Maria Sforza istituì i feudi di Melzo e Gorgonzola, in cui erano compresi Pessano e Bornago e li donò all'amante Lucia Marliani. Nel 1477 Ludovico il Moro costrinse Lucia a restituirli in cambio di quello di Cusago.
Ne 1488 un certo Stefano da Pessano divenne castellano del villaggio di Brignano, una decina di miglia da Tortona.

### Dal XVI secolo all'Unità d'Italia

#### Dominio spagnolo
Tra il 1499 e il 1526 la contea di Melzo e Gorgonzola passò in mano prima ai Trivulzio poi agli Stampa, tra il 1526 e il 1529 ai De Leyva e tra il 1529 e il 1533 ad Antonio Rabia. Nel luglio 1533 Francesco II Sforza donò il feudo di Pessano ai Trivulzio quale proprietà ufficiale e definitiva, questa famiglia ne manterrà la signoria sino al 1678.
L'epoca spagnola fu un periodo contraddistinto dalla scomparsa di molte botteghe artigiane e dal rinselvatichimento delle campagne. La popolazione dei due paesi subì un calo significativo tanto che all'inizio del XVII secolo, secondo lo Stato delle anime delle parrocchie di Pessano e Bornago del 1592, Pessano contava appena 201 abitanti e Bornago 183 abitanti, comprese le numerose cascine esterne ai nuclei urbani. Il cognome più diffuso a Bornago era Brambilla dal momento che molti valligiani di Val Brembilla erano emigrati nel paese in seguito ad una politica di esenzioni fiscali promossa dai proprietari terrieri dei due paesi. A Pessano vi erano solo quattro botteghe: un'osteria, una fucina, un tessitore e un prestinaio, quest'ultimo peraltro in Cascina Valera; a Bornago vi era un ortolano. Vengono citate alcune delle cascine oggi comprese nel territorio comunale: Boscona (oggi Bosco), Canepa, Castigliona (oggi Castiona), Novellana, Oltrona e Valera.
In questo periodo assumono l'aspetto attuale le chiese parrocchiali dei Santi Vitale e Valeria a Pessano e dei Santi Cornelio e Cipriano a Bornago. La peste "manzoniana" del 1629-1630 impose un alto tributo di vite umane nei due paesi e le ossa di molti defunti furono seppellite in un ossario sotterraneo chiuso da una botola in marmo ancora oggi esistente in una cappella della chiesa dei Santi Vitale e Valeria. Molte di queste ossa furono rinvenute alla fine del XX secolo in seguito ai lavori di sistemazione della chiesa insieme ad antichi e semplici sepolcri appartenenti all'antica chiesa antecedente alla ricostruzione e all'ampliamento barocco.
Nel 1678 morì Antonio Teodoro Trivulzio, ultimo erede della famiglia e la camera ducale decise di far passare il feudo di Pessano sotto la sua proprietà. Nel marzo 1686 il feudo venne messo all'asta e acquistato per duemila lire imperiali dal marchese Carlo Castiglioni Stampa. Nel 1696 Pietro Antonio Crevenna acquistò il feudo di Bornago.

#### Dominio austriaco e napoleonico
Nel 1714 gli austriaci presero possesso del Ducato di Milano. L'imperatrice Maria Teresa d'Austria ordinò un censimento di persone, case e terreni in tutto il Ducato dal momento che gli ecclesiastici sotto la dominazione spagnola erano i maggiori proprietari di immobili e terreni e godevano di privilegi ed esenzioni fiscali. Pessano risultò avere 197 abitanti mentre Bornago 295. Nel catasto compaiono nuove cascine, che sono pertanto sorte tra il 1592 e il 1714: Bragosa, Lodola, Pariana e Ruscona. In questo periodo si sviluppò ulteriormente l'industria serica con la nascita delle filande che culminerà solo alla fine del XIX secolo con la costruzione della grande filanda che oggi ospita parte degli uffici comunali. Verso la metà del secolo l'antico castello venne smantellato e al suo posto venne edificata Villa Castiglioni, riutilizzando in parte i materiali ottenuti dalla demolizione; la villa è oggi sede del Centro Don Gnocchi. A Bornago vennero realizzati Palazzo Longhi, sede della biblioteca comunale, Villa Bossi e Villa Prinetti.
In epoca napoleonica (1796-1824) vennero soppressi gli ordini religiosi, espropriati e razziati molti beni ecclesiastici, le chiese trasformate in stalle e magazzini.
Nel 1820 il conte Alessandro Negroni Prati divenne proprietario di Villa Castiglioni che d'ora in poi sarà nota come Villa Negroni Prati Morosini.
Durante il Risorgimento, la villa divenne luogo di convegno dei patrioti italiani grazie alla contessa Giuseppina Morosini, di origine ticinese. Ella partecipò alle Cinque Giornate di Milano preparando bende per i feriti. Fu amica di Angelo Fava, autore della legge Casati, Andrea Verga, fondatore della scuola psichiatrica, Francesco Hayez e Giuseppe Verdi, con il quale condivideva la passione per la musica essendo una suonatrice di clavicembalo. Fu ritratta da Hayez in un dipinto ora conservato presso la Pinacoteca Ambrosiana. Il fratello, Emilio Morosini, fu un patriota che prese parte alle Cinque Giornate di Milano e morì sotto le mura di Roma.

### Dall'Unità d'Italia al XXI secolo
Il comune di Pessano con Bornago venne creato nel 1870 dall'unione dei comuni di Pessano e Bornago. L'idea era invero precedente, e risaliva a Napoleone che l'aveva già implementata nel 1809, salvo concepirla ancora più in grande, avendovi ricompreso anche Bussero.
Nel 1881 venne aperto il canale Villoresi che da nuovo impulso all'agricoltura dei due paesi contribuendo alla ripresa economica dopo un periodo post-napoleonico segnato da carestie e povertà.
Alla fine del XIX secolo, in ragione dell'aumento demografico e per le ridotte dimensioni dell'antica parrocchia dei Santi Cornelio e Cipriano, venne edificata la nuova chiesa di Bornago, poco fuori dal nucleo urbano.
Durante la seconda guerra mondiale Villa Negroni fu requisita e utilizzata quale centro di comando da parte delle truppe naziste, venne poi occupata nel 1945 dai partigiani.
Il 9 marzo 1945, a Pessano, durante la Resistenza, le milizie della Repubblica sociale italiana uccisero 7 partigiani. Il tragico fatto di sangue viene ricordato come l'Eccidio di Pessano ed è commemorato ogni anno con la deposizione di una corona presso il luogo in cui avvenne la fucilazione.
Nel 1949 Villa Negroni fu acquistata dal milionario russo Michele Olian che ne fece dono a don Carlo Gnocchi il quale vi fondò il primo di tanti centri dedicati alla cura di piccoli invalidi di guerra e civili.

### Casa di cura Don Carlo Gnocchi
Tornato dalla guerra, don Carlo Gnocchi apre il suo primo centro per curare i mutilatini proprio a Pessano con Bornago, all'interno di Villa Negroni.

### Simboli
Lo stemma e il gonfalone sono stati concessi con decreto del presidente della Repubblica del 10 aprile 1975.
La figura del castello potrebbe derivare dallo stemma dell'antica famiglia dei Pessano che ha tratto la sua denominazione e la sua origine da questa terra, oppure  della famiglia milanese dei Cravenna che dal 1696 furono titolari del feudo di Bornago. Gli smalti d'argento e di rosso potrebbero forse derivare da quelli dello stemma della famiglia milanese Negroni Prati Morosini che possedeva una grande villa in questo territorio.
Il gonfalone è un drappo  trinciato di rosso e di bianco.

## Monumenti e luoghi d'interesse

### Architetture religiose
- Cappella Bossi
- Cappella Negroni
- Chiesa dei Santi Vitale e Valeria

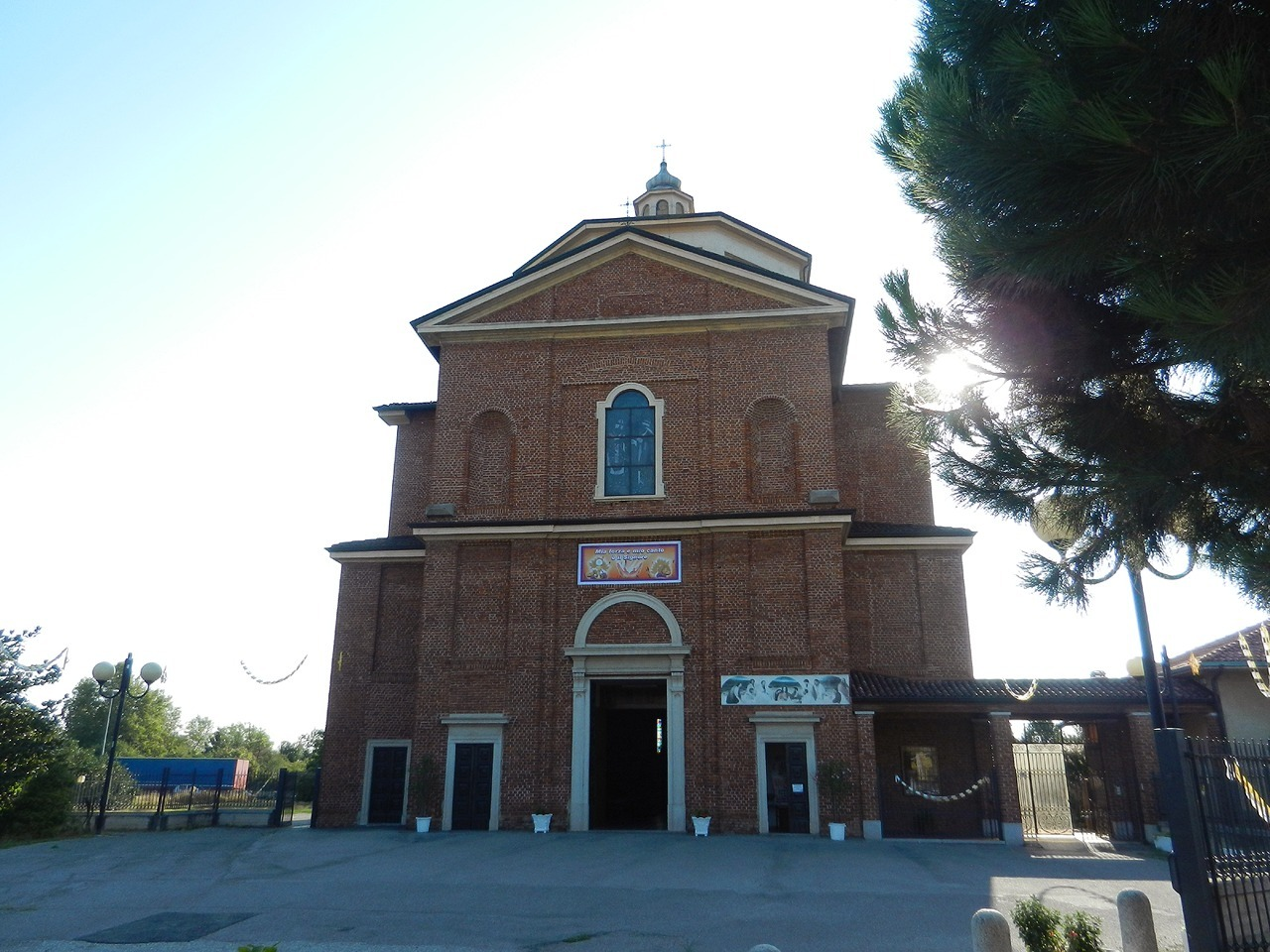
Chiesa dei Santi Cornelio e Cipriano

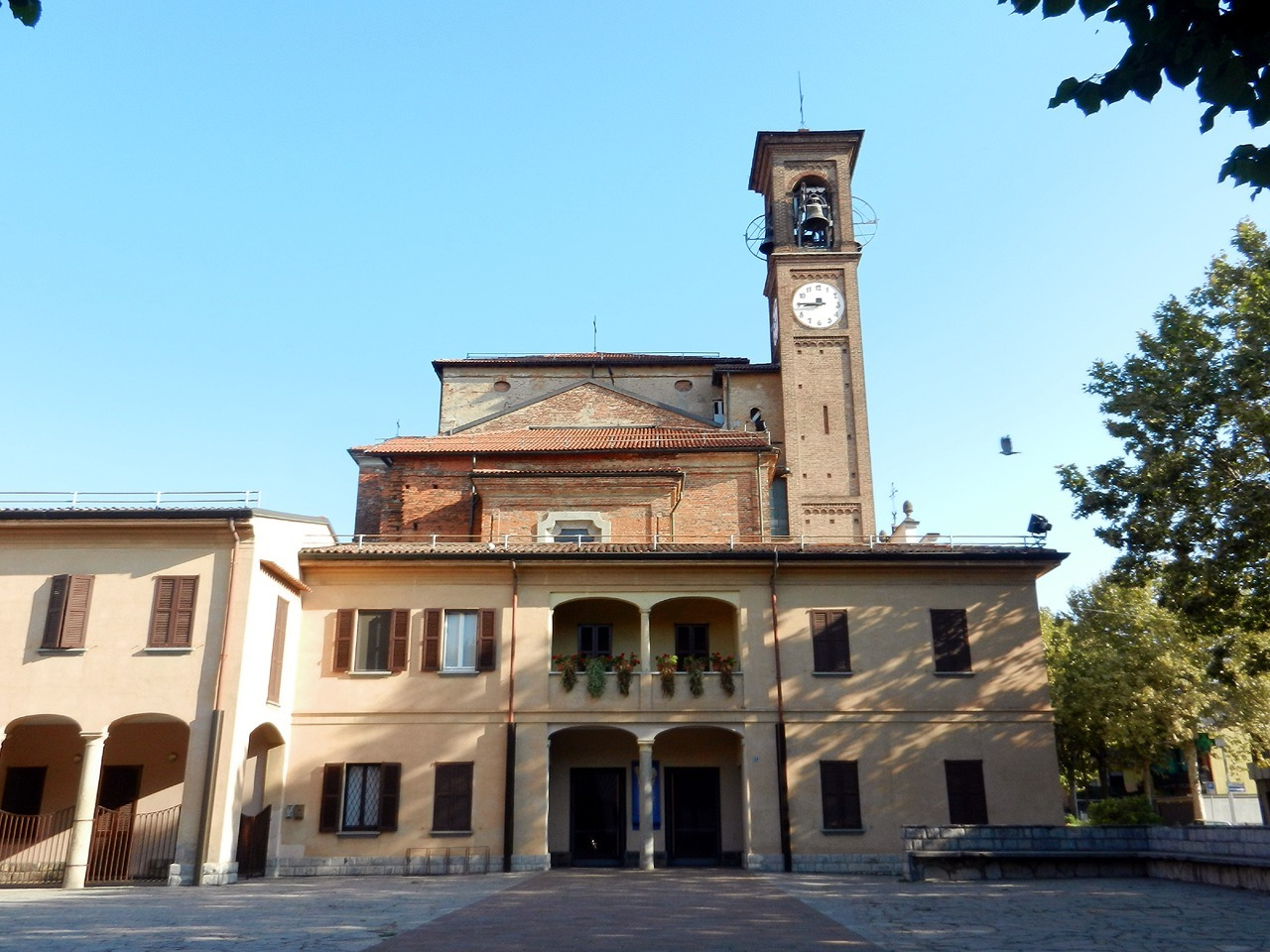
Chiesa dei Santi Vitale e Valeria

- Chiesa dei Santi Cornelio e Cipriano (antica)
- Chiesa dei Santi Cornelio e Cipriano (nuova)

### Architetture civili
- Filanda
- Palazzo Longhi
- Villa Bossi
- Villa Castiglioni Negroni Prato Morosini
- Villa Prinetti

### Cascine
- Cascina Bosco
- Cascina Bragosa
- Cascina Canepa
- Cascina Carozzi
- Cascina Castiona
- Cascina Lodola
- Cascina Novellana
- Cascina Oltrona (demolita)
- Cascina Pariana
- Cascina Ruscona
- Cascina Valera

## Società

### Evoluzione demografica
Comune di Pessano
- 201 nel 1592
- 197 nel 1714
- 486 nel 1751
- 624 nel 1771
- 707 nel 1780
- 738 nel 1805
- 1 819 nel 1809 dopo annessione di Bornago e Bussero
- 1 129 nel 1853 dopo che Bornago e Bussero tornarono comuni indipendenti
- 1 231 nel 1858
- 1 293 nel 1861

Comune di Bornago
- 183 nel 1592
- 295 nel 1714
- 740 nel 1858
- 818 nel 1861

Abitanti censiti

## Cultura
Dal 2015 al 2019, l'ex Filanda del paese ha ospitato la residenza artistica Manifattura K riconosciuta dalla Regione Lombardia e dal Mibact.

## Infrastrutture e trasporti
- Autostrada A58 tangenziale esterna di Milano: il comune gode di un proprio casello Pessano con Bornago.

## Amministrazione[26]
| Periodo          | Periodo          | Primo cittadino                     | Partito      | Carica                  | Note |
| ---------------- | ---------------- | ----------------------------------- | ------------ | ----------------------- | ---- |
| 1914             | febbraio 1920    | Gian Antonio Negroni Prati Morosini |              | Sindaco                 |      |
| marzo 1920       | settembre 1920   | Giulio Cesare Bossi                 |              | Sindaco                 |      |
| ottobre 1920     | 1922             | Angelo Radaelli                     |              | Sindaco                 |      |
| 12 febbraio 1922 | 1925             | Giulio Cesare Bossi                 |              | Sindaco                 |      |
| 1 dicembre 1925  | 1927             | Giovanni Ripamonti                  |              | Commissario Prefettizio |      |
| 10 aprile 1927   | marzo 1928       | Pietro Ticozzi                      |              | Podestà                 |      |
| 1 aprile 1928    | marzo 1930       | Piero Tadini                        |              | Podestà                 |      |
| 28 marzo 1930    | giugno 1931      | Franco Bossi                        |              | Commissario Prefettizio |      |
| 13 giugno 1931   | dicembre 1934    | Franco Bossi                        |              | Podestà                 |      |
| 31 dicembre 1934 | giugno 1935      | Attilio Lizzi                       |              | Commissario Prefettizio |      |
| giugno 1935      | gennaio 1936     | Mario Scotti                        |              | Commissario Prefettizio |      |
| gennaio 1936     | 17 dicembre 1945 | Mario Scotti                        |              | Podestà, Sindaco        |      |
| 4 marzo 1946     | 13 aprile 1946   | Eugenio Omati                       |              | Sindaco                 |      |
| 14 aprile 1946   | 14 agosto 1952   | Santino Perego                      |              | Sindaco                 |      |
| 15 agosto 1952   | 26 ottobre 1952  | Mario Scotti                        |              | Commissario Prefettizio |      |
| ottobre 1952     | 7 febbraio 1967  | Mario Scotti                        |              | Sindaco                 |      |
| 1967             | 1969             | Gian Mario Fondrini                 |              | Sindaco                 |      |
| 1969             | 1972             | Luigi Colombo                       |              | Sindaco                 |      |
| 1972             | 1978             | Pierangelo Tremolada                |              | Sindaco                 |      |
| 1978             | 1983             | Lino Galbiati                       |              | Sindaco                 |      |
| 1983             | 2001             | Pierangelo Tremolada                |              | Sindaco                 |      |
| 14 maggio 2001   | 16 maggio 2011   | Giuseppe Caridi                     | Lista civica | Sindaco                 |      |
| 17 maggio 2011   | 5 giugno 2016    | Giordano Luigi Mazzurana            | Lista civica | Sindaco                 |      |
| 6 giugno 2016    | In carica        | Alberto Villa                       | Lista civica | Sindaco                 |      |